# 360 Gradi
 (juin 2023).
360 Gradi est un groupe musical italien actif à la fin des années 1990 et au début des années 2000.

## Histoire
360 Gradi est un duo composé de Stefano Gentili et Marco Faragli. Les deux ont grandi ensemble avec des expériences de musique électronique ; ils ont collaboré avec des producteurs artistiques tels que Giancarlo Bigazzi et Claudio Mattone. En juillet 1999, le groupe se fait connaître avec le tube de l'été Sandra, qui entre dans les charts italiens. En janvier 2000, ils reviennent avec le single Ba ba bye, qui entre aussi dans les charts italiens. En juillet 2000, ils sortent leur nouveau single Giorno di sole, qu'Antonio Ricci choisit immédiatement pour accompagner l'ouverture de son émission Estatissima Sprint. La même année sort l'album Farenight, qui contient onze titres.
En octobre 2002, en jouant en studio avec une chanson de Lou Reed, You and Me voit le jour. Entre-temps, 360 Gradi est officiellement choisi par Fiorello et Marco Baldini pour écrire la chanson thème de l'émission Viva Radio 2. Le single E poi... non ti ho vista più, sorti en 2003, chanté et interprété avec Fiorello, atteint la neuvième place du classement italien des singles durant l'été 2003. La chanson Giorno di sole de 360 Gradi a été le thème d'ouverture de l'émission Mixtime - Cinema Musica Spettacolo animée par Fabio Irco, diffusée sur RTV 38.

## Discographie

### Album studio
- 2001 : Farenight

### Singles
- 1999 : Sandra
- 2000 : Ba ba bye
- 2000 : Giorno di sole
- 2002 : You and Me
- 2003 : E poi... non ti ho vista più (feat. Fiorello)